# Orłowka (Kirgistan)
Orłowka (kirg.: Орловка) – miasto w północnym Kirgistanie, w obwodzie czujskim, w rejonie Kemin. W 2009 roku liczyło 6,2 tys. mieszkańców.